# Worldwide 50 Gold Award Hits Vol. 1
Worldwide 50 Gold Award Hits Vol. 1 är en samlingsbox av den amerikanske sångaren och musikern Elvis Presley. Samlingen, som består av fyra album med tidigare utgivna hit-singlar, är alla mastrade i äkta mono. Albumet släpptes i augusti 1970 och nådde som bäst plats 45 på Billboard 200-listan och plats 25 på countrylistan (Hot Country LP's). Den certifierades guld den 13 februari 1973, platina den 27 mars 1992 och 2 x platina den 17 juni 1992 av Recording Industry Association of America. Av de 50 låtar som ingår gör fyra sin albumdebut i denna samling: "Viva Las Vegas", "Suspicious Minds", "Don't Cry Daddy" och "Kentucky Rain".

## Låtlista

### Originalutgåva 1970
| 1. | Heartbreak Hotel                            | Mae Boren Axton, Tommy Durden, Elvis Presley               | 10 januari 1956 | 2:01 |
| 2. | I Was the One                               | Aaron Schroeder, Claude Demetrius, Hal Blair, Bill Peppers | 11 januari 1956 | 2:33 |
| 3. | I Want You I Need You I Love You            | Maurice Mysels, Ira Kosloff                                | 14 april 1956   | 2:39 |
| 4. | Don't Be Cruel                              | Otis Blackwell, Elvis Presley                              | 2 juli 1956     | 2:03 |
| 5. | Hound Dog                                   | Jerry Leiber, Mike Stoller                                 | 2 juli 1956     | 2:15 |
| 6. | Love Me Tender (från filmen Love Me Tender) | Vera Matson, Elvis Presley                                 | 24 augusti 1956 | 2:45 |

| 1. | Any Way You Want Me                 | Aaron Schroeder, Cliff Owens              | 2 juli 1956      | 2:15 |
| 2. | Too Much                            | Lee Rosenberg, Bernard Weinman            | 2 september 1956 | 2:32 |
| 3. | Playing for Keeps]                  | Stanley Kesler                            | 1 september 1956 | 2:48 |
| 4. | All Shook Up                        | Otis Blackwell, Elvis Presley             | 12 januari 1957  | 1:58 |
| 5. | That's When Your Heartaches Begin   | William Raskin, George Brown, Fred Fisher | 13 januari 1957  | 3:25 |
| 6. | Loving You (från filmen Loving You) | Jerry Leiber, Mike Stoller                | 24 februari 1957 | 2:15 |

| 1. | (Let Me Be Your) Teddy Bear (från filmen Loving You) | Kal Mann, Bernie Lowe         | 15–18 januari 1957 | 1:53 |
| 2. | Jailhouse Rock (från filmen Jailhouse Rock)          | Jerry Leiber, Mike Stoller    | 30 april 1957      | 2:30 |
| 3. | Treat Me Nice (från filmen Jailhouse Rock)           | Jerry Leiber, Mike Stoller    | 5 september, 1957  | 2:12 |
| 4. | I Beg of You                                         | Rose Marie McCoy, Kelly Owens | 23 februari 1957   | 1:53 |
| 5. | Don't                                                | Jerry Leiber, Mike Stoller    | 6 september 1957   | 2:48 |
| 6. | Wear My Ring Around Your Neck                        | Bert Carroll, Russell Moody   | 1 februari 1958    | 2:15 |
| 7. | Hard Headed Woman (från filmen King Creole)          | Claude Demetrius              | 15 januari 1958    | 1:53 |

| 1. | I Got Stung                             | Aaron Schroeder, David Hill          | 10 juni 1958 | 1:50 |
| 2. | (Now and Then There's) A Fool Such as I | Bill Trader, Bob Miller              | 10 juni 1958 | 2:36 |
| 3. | A Big Hunk o' Love                      | Aaron Schroeder, Sid Wyche           | 10 juni 1958 | 2:12 |
| 4. | Stuck on You                            | Aaron Schroeder, J. Leslie McFarland | 20 mars 1960 | 2:16 |
| 5. | A Mess of Blues                         | Doc Pomus, Mort Shuman               | 20 mars 1960 | 2:41 |
| 6. | It's Now or Never                       | Aaron Schroeder, Wally Gold          | 3 april 1960 | 3:25 |

| 1. | I Gotta Know                                         | Paul Evans, Matt Williams                  | 3 april 1960    | 2:14 |
| 2. | Are You Lonesome Tonight?                            | Roy Turk, Lou Handman                      | 3 april 1960    | 3:05 |
| 3. | Surrender                                            | Doc Pomus, Mort Shuman                     | 30 oktober 1960 | 1:51 |
| 4. | I Feel So Bad                                        | Chuck Willis                               | 12 mars 1961    | 2:54 |
| 5. | Little Sister                                        | Doc Pomus, Mort Shuman                     | 25 juni 1961    | 2:29 |
| 6. | Can't Help Falling in Love (från filmen Blue Hawaii) | Hugo Peretti, Luigi Creatore, George Weiss | 23 mars 1961    | 3:01 |

| 1. | Rock-A-Hula Baby (från filmen Blue Hawaii)                              | Fred Wise, Ben Weisman, Dolores Fuller | 23 mars 1961      | 2:24 |
| 2. | Anything That's Part of You                                             | Don Robertson                          | 15 oktober, 1961  | 1:57 |
| 3. | Good Luck Charm                                                         | Aaron Schroeder, Wally Gold            | 15 oktober 1961   | 2:24 |
| 4. | She's Not You                                                           | Doc Pomus, Mike Stoller, Jerry Leiber  | 19 mars 1962      | 2:03 |
| 5. | Return to Sender (från filmen Girls! Girls! Girls!)                     | Otis Blackwell, Winfield Scott         | 27 mars 1962      | 2:05 |
| 6. | Where Do You Come from (från filmen Girls! Girls! Girls!)               | Ruth Batchelor, Bob Roberts            | 27 mars 1962      | 2:08 |
| 7. | One Broken Heart for Sale (från filmen It Happened at the World's Fair) | Otis Blackwell, Winfield Scott         | 22 september 1962 | 2:09 |

| 1. | (You're the) Devil in Disguise                | Bill Giant, Bernie Baum, Florence Kaye | 26 maj 1963                                  | 2:01 |
| 2. | Bossa Nova Baby (från filmen Fun in Acapulco) | Jerry Leiber, Mike Stoller             | 22 januari 1963                              | 1:35 |
| 3. | Kissin' Cousins (från filmen Kissin' Cousins) | Fred Wise, Randy Starr                 | 30 september (track) 10 oktober 1963 (vocal) | 2:18 |
| 4. | Viva Las Vegas (från filmen Viva Las Vegas)   | Doc Pomus, Mort Shuman                 | 9 juli 1963                                  | 2:11 |
| 5. | Ain't That Loving You Baby                    | Clyde Otis, Ivory Joe Hunter           | 10 juni 1958                                 | 2:22 |
| 6. | Wooden Heart (från filmen G.I. Blues)         | Fred Wise, Ben Weisman, Kay Twomey     | 28 april 1960                                | 2:02 |

| 1. | Crying in the Chapel     | Artie Glenn               | 30 oktober 1960   | 2:23 |
| 2. | If I Can Dream           | Walter Earl Brown         | 23 juni 1968      | 2:12 |
| 3. | In the Ghetto            | Mac Davis                 | 20 januari 1969   | 2:48 |
| 4. | Suspicious Minds         | Mark James                | 22 januari 1969   | 4:27 |
| 5. | Don't Cry Daddy          | Mac Davis                 | 15 januari 1969   | 3:09 |
| 6. | Kentucky Rain            | Eddie Rabbitt, Dick Heard | 20 februari 1969  | 3:15 |
| 7. | Elvis Sails (Interviews) | —                         | 22 september 1958 | 2:44 |